# Ideopsis kinitis
Ideopsis kinitis är en fjärilsart som beskrevs av Hans Fruhstorfer 1904. Ideopsis kinitis ingår i släktet Ideopsis och familjen praktfjärilar. Inga underarter finns listade i Catalogue of Life.